# Cathédrale de San Severino Marche
La cathédrale de San Severino Marche est une église catholique romaine de San Severino Marche, en Italie. Il s'agit d'une cocathédrale de l'archidiocèse de Camerino-San Severino Marche.